# دانيال جاي باترسون
دانيال جاي باترسون (بالإنجليزية: Daniel J. Patterson)‏ هو مهندس معماري أمريكي، (و. 1857  م).
وُلِد باترسون في مقاطعة جيفرسون، نيويورك، عام 1857، وكان ثاني ستة أبناء لتومكينز وسوزان باترسون. كان والده نجارًا. نشأ في مينيسوتا، وتلقى تعليمه الجامعي في جامعة مينيسوتا. بعد تخرجه، انتقل إلى سياتل، واشنطن، ليعمل رسامًا لدى ويليس ريتشي.